# Affari di famiglia (film 2014)
Affari di famiglia (Bad Country) è un film del 2014 diretto da Chris Brinker.

## Trama
1983: il tenente Bud Carter arresta Tommy Weiland per furto di materiale che intendeva rivendere, inoltre arrestano anche suo fratello maggiore Jesse, ex soldato considerato uno degli assassini e scassinatori migliori della Luisiana, per complicità.
Bud entra a far parte di una task force con la collaborazione dell'agente federale Martin Fitch, sotto la supervisione del procuratore, lo scopo è quello di incastrare e arrestare Lutin, un potente signore del crimine della Luisiana. Tommy muore in carcere, la causa di morte è legata a una siringa di stricnina che gli è stata iniettata, mentre Jessy riceve da Bud un'offerta: uscirà di prigione su cauzione ma a patto che faccia da informatore affinché possa aiutarli ad arrestare Lutin, altrimenti resterà in prigione per sempre. Date le possibilità Jesse accetta specialmente perché lui e sua moglie Lynn hanno avuto da poco un bambino e vuole essere un padre presente.
La polizia prende Lynn e il piccolo sotto custodia, trasferendoli via, così resteranno al sicuro, mentre Jesse rientra nel giro lavorando per Lutin. Morris, uno dei soci di Lutin, organizza una compravendita di armi con dei criminali libici, Jesse prende parte alla transazione insieme a Catfish (sicario di Lutin), infatti devono comprare le armi, ma Catfish si mette a litigare con loro e ne uccide uno sparandogli. Inizia così un conflitto a fuoco, Fitch ordina ai federali, che erano lì appostati, di intervenire, alla fine Jesse e Catfish riescono a scappare. Lutin non riuscendo a spiegarsi la presenza dei federali, capisce che nella sua organizzazione c'è una talpa quindi ordina a Morris di scoprire chi è tramite i suoi contatti a Washington, infine Catfish, su ordine di Lutin, uccide Morris.
Lutin ordina a Jesse di uccidere Bud, quindi va a casa sua per avvertirlo, avendo compreso che Lutin ha scoperto che è lui la talpa avendogli incaricato l'assassinio di Bud allo scopo di metterlo alla prova, poi arrivano Catfish e i suoi sicari, che stavano seguendo Jesse. Inizia uno scontro a fuoco dove un proiettile colpisce Jesse alla mano, perdendo così due dita, poi arriva un collega di Bud in suo aiuto ma viene ucciso, comunque Bud e Jesse riescono a mettere in fuga Catfish e i suoi uomini. Jesse viene portato in ospedale dove Bud gli dà una terribile notizia: Lutin è riuscito a rintracciare Lynn, uccidendo lei e il bambino, facendo saltare in aria la sua auto. Jesse è distrutto, ormai gli resta solo la vendetta, quindi scappa dall'ospedale.
Jesse stana Catfish e lo tortura per avere informazioni; Catfish ammette di aver ucciso lui Lynn e il piccolo, e anche Tommy. Jesse lo uccide dopo averlo torturato per farsi rivelare la posizione di Lutin. Il procuratore sospende l'operazione dando a Bud un nuovo incarico, ovvero trovare Jesse, quindi il poliziotto va da Kiersey, l'avvocato di Lutin, e con le cattive lo costringe a dirgli la verità, ovvero che hanno scoperto di Jesse e del fatto che era un informatore grazie a Morris, inoltre Bud gli prende il telefono, e scoprono che ha ricevuto delle telefonate da New Orleans, quindi Bud e la sua squadra capiscono che Lutin si trova lì, dunque vanno sul posto sapendo da subito che Jesse andrà da lui per ucciderlo.
Lutin si trova in un jazz-club, poi arriva Jesse che uccide i suoi sicari infine affronta il boss, Bud e i suoi colleghi, che erano già lì appostati, uccidono i sicari di Lutin in un conflitto a fuoco, mentre Lutin accoltella ripetutamente Jesse, all'ultimo momento interviene Bud che prende a pugni Lutin per poi ammanettarlo, infine rimane accanto a Jesse il quale muore a causa delle ferite da accoltellamento. Lutin viene arrestato grazie a Kiersey, infatti per paura di essere ucciso da Lutin dato che Bud lo aveva messo nella posizione di tradirlo, ha fatto un accordo con il capitano Bannock dandogli tutta la documentazione per inchiodarlo in cambio di protezione.
Il procuratore dà a Bud il permesso di interrogare Lutin, quindi, soddisfatto per averlo arrestato, parla con lui a quattrocchi nella sala interrogatori iniziando la conversazione chiedendogli "Vuoi una tazza di caffè?".

## Distribuzione
La pellicola è stata distribuita nelle sale cinematografiche britanniche il 10 marzo 2014.